# Rilhac de las Tors
Rilhac las Tors (en francès Rilhac-Lastours) és un municipi francès situat al departament de l'Alta Viena i a la regió de la Nova Aquitània.

## Demografia
| 1962                                       | 1968 | 1975 | 1982 | 1990 | 1999 | 2007 |
| ------------------------------------------ | ---- | ---- | ---- | ---- | ---- | ---- |
| 335                                        | 416  | 356  | 321  | 302  | 313  | 335  |
| Des de 1962: població sense dobles comptes |      |      |      |      |      |      |

## Administració
| Període   | Identitat        | Partit |
| --------- | ---------------- | ------ |
| 2001-2008 | Jacques Fissot   |        |
| 2008-     | Jean-Claude Goby | PS     |